# Hard Rush
Hard Rush (Ambushed) è un film del 2013 diretto da Giorgio Serafini con protagonisti Dolph Lundgren, Randy Couture e Vinnie Jones.

## Trama
A Los Angeles, l'agente federale Evan Maxwell indaga su un traffico internazionale di droga gestita dal boss mafioso Vincent Camastra. Quando l'agente Beverly Royce si infiltra nella banda di Camastra, il caso di Maxwell si trasforma in qualcosa di personale, fino a quando il corrotto detective Jack Reiley rapisce la fidanzata dell'agente Royce, Ashley.